# Pablo (ur. 1991)
Pablo Nascimento Castro (ur. 21 czerwca 1991 w São Luís) – brazylijski piłkarz grający na pozycji środkowego obrońcy w brazylijskim klubie Botafogo FR.

## Sukcesy

### Klubowe
SC Corinthians
- Mistrz Brazylii: 2017
- Mistrz stanu São Paulo: 2017

Lokomotiw Moskwa
- Zdobywca Pucharu Rosji: 2020/2021
- Finalista Superpucharu Rosji: 2020